# FK Viktorie Přerov
Fotbalový klub Viktorie Přerov byl český fotbalový klub z Přerova. V létě roku 2011 se sloučil s hlavním rivalem ve městě 1. FC Přerov. Nový klub nese název 1. FC Viktorie Přerov.
Své domácí zápasy odehrával na Městském stadionu s kapacitou 3 000 diváků.

## Umístění v jednotlivých sezonách
Legenda: Z - zápasy, V - výhry, R - remízy, P - porážky, VG - vstřelené góly, OG - obdržené góly, +/- - rozdíl skóre, B - body, červené podbarvení - sestup, zelené podbarvení - postup, fialové podbarvení - reorganizace, změna skupiny či soutěže
| Česko (2009 – 2011) |                                  |        |    |    |   |   |    |    |     |    |        |
| Sezóny              | Liga                             | Úroveň | Z  | V  | R | P | VG | OG | +/- | B  | Pozice |
| 2009/10             | Okresní soutěž Přerovska – sk. B | 9      | 26 | 16 | 5 | 5 | 72 | 33 | +39 | 53 | 1.     |
| 2010/11             | Okresní soutěž Přerovska – sk. A | 9      | 28 | 17 | 7 | 4 | 61 | 22 | +39 | 58 | 3.     |